# 丁佛言

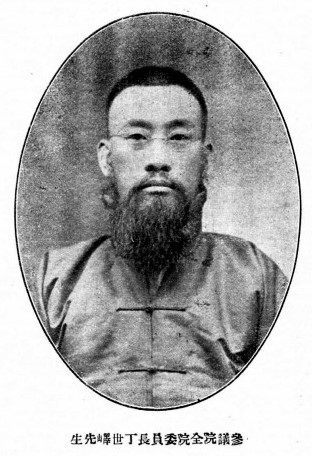
《民国之精华》中的参议院全院委员长丁世嶧

丁佛言（1878年—1930年12月1日），原名丁世峄，字桐生、息斋、芙缘，号迈钝，山东登州府黄县城关镇人。清末民初书法家、文字学家、政治人物。

## 生平

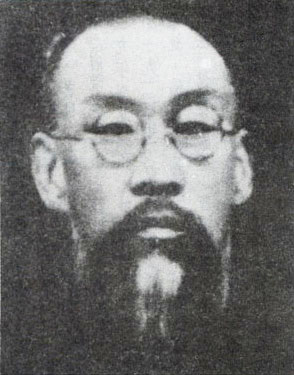
丁世嶧

他19岁为庠生，22岁为廪生，27岁进入省城师范学堂为纳贡。1904年留学日本，就读于日本法政大学速成科政法专业。1907年回国后，创立山东全省保矿会，反对德国侵占山东矿区。后任山東法政学堂教習。1910年，他当选山东谘议局议员，1911年辞职。1912年辛亥革命時，他参与推动山东独立。
宣統退位，中华民国成立后，1912年他任北京临时参议院议员，任《亚细亚日报》主笔。1913年初他当选为民元国会议员。1913年，当选中华民国宪法起草委员会委员长；5月任进步党党务部部长；7月支持“二次革命”，反对袁世凯独裁；10月，和国民党的張耀曾等人组织民憲党，不久袁世凱解散国会。此外，他还和张东荪共同编辑出版《中国雑誌》。1915年（民国4年）袁世凯洪憲稱帝，丁佛言到上海进行反袁活動。
袁世凱死後的1916年（民国5年）8月，大總統黎元洪任命丁佛言為總統府秘書長。1917年2月他辞職歸郷，研究古文字学。1922年（民国11年），曹錕賄選当選大總統，時任國會議員的丁佛言拒絕受賄，辭職，並痛斥曹錕，遂遭到曹錕逮捕拘禁。1924年（民国13年）甲子政變（又稱北京政變、首都革命）後，曹錕失勢，丁佛言獲得釋放。。
此後，丁佛言在濟南的中学當国文教師。1928年（民国17年）之後，他寓居北平。
1930年（民国19年）12月1日，他在北平病逝。享年53嵗。
丁佛言在书法、篆刻与古文字研究方面有很高造诣，尤擅长甲骨文、钟鼎文，担任过民國大学文字学教授。